# MAGI ’900
Das MAGI’900 ist ein privates Kunstmuseum in Pieve di Cento, einer Gemeinde in der Po-Ebene in der Emilia-Romagna. Das Museum entstand aus einer Idee des Unternehmers und Sammlers für zeitgenössische Kunst Giulio Bargellini, der im Jahr 2000 beschloss, einen Raum zu eröffnen, in dem er seine Leidenschaft mit dem Publikum teilen konnte.

## Museum
Über 2000 Werke zeitgenössischer Kunst auf 9000 Quadratmetern Ausstellungsfläche, die sich zu einem Gebäude der Industriearchäologie ausweiten – einem Kornspeichersilo aus den 1930er Jahren. Dank eines Projekts des Architekten Giuseppe Davanzo wurde das Silo in ein Museum umgewandelt, dem in den folgenden Jahren zwei neue Ausstellungsstrukturen und ein großer Garten, der der Skulptur gewidmet ist, hinzugefügt wurden.

## Sammlung
Die umfangreiche, heterogene und hochwertige Sammlung bietet eine Reise in die italienische und internationale Kunst der letzten hundert Jahre. Der eklektische Geschmack und die Freundschaft mit den Künstlern, die Leidenschaften und Intuitionen ihres Gründers und eine ständige Ausstellung and proaktive Tätigkeit haben in der Tat zur Schaffung einer ständigen Sammlung geführt, die viele Bewegungen umfasst: von der Belle Époque bis zu den neuesten Trends, von den leuchtenden futuristischen Farben bis zu den metaphysischen Bronzeskulpturen von Giorgio de Chirico, von den Maestri Storici del Novecento bis zur Avantgarde der 1960er und 1970er Jahre, von Hunderten von Miniaturbildern der Collezione Minima 8x10, die zu Cesare Zavattini gehörte, bis zur Produktion afrikanischer und südamerikanischer Künstler. Viele sind die Namen bekannter und historisierter Künstler, aber viele sind auch die weniger bekannten Künstler, deren Professionalität und Originalität sich dennoch in einem nach thematischen Kernen gegliederten Layout, das sich von den am weitesten verbreiteten Modellen in der zeitgenössischen Museumsszene unterscheidet, auszeichnet.
Zu den Künstlern gehören:
| - Donald Baechler - Afro Basaldella - Mirko Basaldella - Renato Birolli - Irma Blank - Giovanni Boldini - Alberto Burri - Massimo Campigli - Giuseppe Capogrossi - Carlo Carrà | - Felice Casorati - Bruno Cassinari - Antonio Corpora - Claudio Costa - Giorgio de Chirico - Fortunato Depero - Gerardo Dottori - Gianni Dova - Lucio Fontana - Renato Guttuso | - Damien Hirst - Paul Jenkins - Carlo Levi - Sol LeWitt - Antonio Ligabue - Leo Lionni - Mario Mafai - Alberto Magnelli - Esther Mahlangu - Roberto Matta | - Amedeo Modigliani - Mattia Moreni - Ennio Morlotti - Dennis Oppenheim - Fausto Pirandello - Arnaldo Pomodoro - Giò Pomodoro - Concetto Pozzati - Enrico Prampolini - Bruno Saetti | - Aligi Sassu - Alberto Savinio - Emilio Scanavino - Toti Scialoja - Gino Severini - Mario Sironi - Atanasio Soldati - Philip Taaffe - Emilio Vedova - Tom Wesselmann | - Zoran Mušič |

Der Besuch ist zwischen Formen, Materialien, Farben, Themen und Poetik gegliedert, die von Abschnitt zu Abschnitt wechseln und ein Eintauchen in die bildende Kunst ermöglichen.

## Dienstleistungen
Neben der ständigen Sammlung und den Wechselausstellungen, bietet das Museum im OPENBOX-Raum kostenlose Ausstellungen und kulturelle Veranstaltungen an.
Das Museum organisiert individuelle, thematische oder personalisierte Führungen und bietet kreative Workshops für Kinder und Erwachsene an. Die pädagogische Abteilung von MAGICOMAGI bietet Bildungswege, Workshops und animierte Besuche für Schulen an.